# 赖英扬
賴英揚，客家人，父賴世超，英揚為賴恩爵之父。三代皆從戎，出五將(賴世超，賴英揚/升揚/信揚，賴恩爵)。守護南方洋面於清末國弱之世，面向歐美强權而不示弱，為國人所仰。
(參考:王朝網絡，林公案，賴恩爵，大鵬所城)
(參考:道光13年兩廣總督盧坤奏請以平海營參將賴英揚升澄海協副將 -軍機處檔摺系統号000063759之63289文件
http://catalog.digitalarchives.tw/item/00/05/85/4a.html （页面存档备份，存于）)